# Wairoa (fleuve du Northland)
Pour les articles homonymes, voir Wairoa (homonymie).
La plus longue des rivières dénommée Wairoa (en anglais : Wairoa River) de Nouvelle-Zélande est cours d’eau, qui s’écoule sur 150 kilomètres à travers une partie de la péninsule de Northland dans le nord de l’île du Nord.  

## Géographie
Le  fleuve est parfois référencé comme The Northern Wairoa River.
Dans son cours supérieur, le fleuve se forme à partir de deux rivières distinctes, la rivière  Mangakahia et la rivière Wairua. Ces deux cours d’eau se rencontrent au nord de la ville de Dargaville, devenant le fleuve Wairoa. C’est la plus longue des rivières de la région du Northland située dans le district de Kaipara
Le fleuve s’écoule d’abord vers le sud-ouest (jusqu’à Dargaville) et ensuite vers le sud-est sur  40 kilomètres en un large estuaire navigable, qui se déverse dans l’extrémité nord de Kaipara Harbour (en). Sur la plus grande partie de son parcours, cette rivière est soumise aux variations des marées.